# Szabadhídvég
Szabadhídvég là một thị trấn thuộc hạt Fejér, Hungary. Thị trấn này có diện tích 44,1 km², dân số năm 2010 là 846 người, mật độ 19 người/km².